# پرواز جت (فیلم)
پرواز جت (به هندی: A Flying Jatt) فیلمی است محصول سال ۲۰۱۶ و به کارگردانی ریمو دی سوزا است. در این فیلم بازیگرانی همچون تایگر شروف، ژاکلین فرناندز، ناتان جونز، کی کی منون، آمریتا سینگ، شرادها کاپور ایفای نقش کرده‌اند.